# 東京国際アニメフェア2010 超!ステーション
東京国際アニメフェア2010 超!ステーションは2009年4月12日から2010年4月4日まで超!A&G+にて放送されていた、東京国際アニメフェア2010情報番組である。

## 概要
2009年3月に終了した「東京国際アニメフェア2009 超!ステーション」の内容を受け継ぎ、2010年3月に開催の東京国際アニメフェア2010の最新情報を伝えていく。今年度から放送曜日が変更となり、放送時間も、隔週1時間から、毎週30分間に変更となった。

### 放送時間
2009年4月12日 - 2010年4月4日
毎週日曜日 21:00 - 21:30（リピート放送:木曜日16:30 - 17:00、金曜日 6:30 - 7:00）

### 出演者
- 戸塚利絵
- 鈴木仁(東京国際アニメフェア 実行委員会事務局 チーフプロデューサー)
- はなしまなおみ

### テーマソング
オープニングテーマ：「In festive mood…」
エンディングテーマ：「The eve of」
- 演奏は、はなしまなおみwithアンサンブルフレーズが担当
- 曲名はリスナーに募集をかけ、はなしまらの検討のもと、OPは第8回放送分、EDは第9回放送分で決定した

## コーナー
- ゲストコーナー

昨年度まで放送されていた「東京国際アニメフェア2009 超!ステーション」の「教えて!仁さん」、「ゲストコーナー」に当たるコーナー。毎回、仁さんと親しいアニメ業界やTAF関係者、声優の方をゲストに招いて話を伺う。
- なおりんのコーナー

はなしまなおみを交えてのトークコーナー。はなしまの近況やイベントの告知などのトークを繰り広げる。
　なお、番組が30分に縮小されたことで、「東京国際アニメフェア2009 超!ステーション」で行っていた、アニメソング演奏ができなくなっていたが、第12回放送分から、はなしまのバイオリン演奏コーナーがはなしなまが戸塚にバイオリンを用いて様々な曲調を紹介する、「トリッツのための音楽講座」（第23回で命名）として復活した（前年までは演奏中は番組名の表示だったが、本年からはなしまの演奏の様子が見られるようになった。）。
- 戸塚利絵のバイオリンも弾ける声優への道

第29回（2009年10月25日）放送分のなおりんコーナーで、はなしまの口からTAF2010のステージで戸塚、鈴木、はなしまの3人によるアニメソングのバイオリン演奏をすることが発表された。それに伴い今後はTAFでの演奏にむけてはなしまのコーナー内でバイオリンを練習が行われた。
- TAF検定（2010年2月7日放送分 - 3月21日放送分）

東京国際アニメフェア2010 PR担当ユニット「TAF☆TAH」のメンバー1人が東京国際アニメフェアに関する独自検定「TAF検定」を1問出題する。解答は本番組終了後に放送される「東京国際アニメフェア2010 TAF☆TAHのLET'S TOUGH」内で発表される

## ゲスト
| 放送回 | 本放送日           | ゲスト |
| ------ | ------------------ | --- |
| #1     | 2009年4月12日放送  | 佐藤達哉（東京都 産業労働局 観光部 振興課 観光事業係長） |
| #2     | 2009年4月19日放送  | kicco |
| #3     | 2009年4月26日放送  | 松本悟（株式会社バンダイチャンネル 代表取締役社長） |
| #4     | 2009年5月 3日放送  | 成田紗矢香 |
| #5     | 2009年5月10日放送  | 森尚人、劉燕（キングラン株式会社/TAF中国出展社対応担当） |
| #6     | 2009年5月17日放送  | 榎本温子 |
| #7     | 2009年5月24日放送  | 西尾行伸（有限会社ケイ・コーポレーション/TAF「クリエイターズワールド」担当） |
| #8     | 2009年5月31日放送  | IZNA |
| #9     | 2009年6月 7日放送  | 藤家浩巳（日本アニメーション メディア企画部） |
| #10    | 2009年6月14日放送  | 佐久間レイ |
| #11    | 2009年6月21日放送  | 宮本すずよ |
| #12    | 2009年6月28日放送  | キム・ヒョンキョン（K-VISION CEO） |
| #13    | 2009年7月 5日放送  | 田中千義（（株）スタジオジブリ イベント事業室プロデューサー） 西岡純一（（株）スタジオジブリ 広報部部長)                                                                         |
| #14    | 2009年7月12日放送  | くまいもとこ |
| #15    | 2009年7月19日放送  | 梶原清文（（株）電通 電通エンタテインメント事業局ライツ事業部所属 プロデューサー）                                                                                               |
| #16    | 2009年7月26日放送  | 吉田久美子(（株）アットアームズ チェコアニメ事業部商品開発プロデューサー) |
| #17    | 2009年8月 2日放送  | 関俊彦 |
| #18    | 2009年8月 9日放送  | ステレオポニー |
| #19    | 2009年8月16日放送  | 笹川ひろし（（株）竜の子プロダクション、ヤッターマン総監督） |
| #20    | 2009年8月23日放送  | 野村泰彦（（株）5pb、「アイテムゲッター 〜僕らの科学と魔法の関係〜」ゲームプロデューサー） 山本彩乃（タレント・声優）                                                            |
| #21    | 2009年8月30日放送  | 上田沙織(東宝（株） 映像本部宣伝部 パブリシティ室 「劇場版デュエル・マスターズ」宣伝担当）                                                                                       |
| #22    | 2009年9月6日放送   | 長谷川明子（声優・DG-10メンバー） |
| #23    | 2009年9月13日放送  | さかもと未明 |
| #24    | 2009年9月20日放送  | 向井真理子 |
| #25    | 2009年9月27日放送  | 森下美香（TIFFCOM2009事務局運営本部・ディレクター） |
| #26    | 2009年10月4日放送  | 佐々木望 |
| #27    | 2009年10月11日放送 | 菖蒲剛智（一般社団法人日本動画協会事務局/ジャパン・アニメコラボ・マーケット2009主催）                                                                                            |
| #28    | 2009年10月18日放送 | 山本彩乃 |
| #29    | 2009年10月25日放送 | 本間久美子（（株）アニプレックス マーケティンググループ 販売促進部） |
| #30    | 2009年11月1日放送  | Ayumu |
| #31    | 2009年11月8日放送  | 斉藤健治（NHKエンタープライズ エグゼクティブプロデューサー） |
| #32    | 2009年11月15日放送 | 又吉愛（声優・DG-10メンバー） |
| #33    | 2009年11月22日放送 | 鈴木美保子（（株）サテライト 営業部 課長） |
| #34    | 2009年11月29日放送 | 熊谷ニーナ |
| #35    | 2009年12月6日放送  | 合田経郎（（株）ドワーフ 監督 キャラクターデザイン） |
| #36    | 2009年12月13日放送 | 藤原祐規 |
| #37    | 2009年12月20日放送 | 荘口彰久 |
| #38    | 2009年12月27日放送 | いとうかなこ |
| #39    | 2010年1月3日放送   | 松谷孝征（東京国際アニメフェア実行委員会事務局 事務局長、（株）手塚プロダクション 代表取締役社長）                                                                               |
| #40    | 2010年1月10日放送  | TAF PRガールズオーディション 前篇 |
| #41    | 2010年1月17日放送  | TAF PRガールズオーディション 後篇 |
| #42    | 2010年1月24日放送  | nao |
| #43    | 2010年1月30日放送  | TAF PR担当ユニット「TAF☆TAH」（北村妙子・佐藤有世・ハヤコ） |
| #44    | 2010年2月7日放送   | ユカフィン・ドール（アフィリア・サーガ・イースト） ルイズ・スフォルツア（アフィリア・サーガ・イースト）                                                                          |
| #45    | 2010年2月14日放送  | 大嶋清太（（株）バンダイナムコゲームス 事業推進部 ライツ部/TAF出展担当） 中野渡昌平（（株）バンダイナムコゲームス 社長室 新規事業部 インキュベーション課、ゲームプロデューサー） |
| #46    | 2010年2月21日放送  | DOYO組 |
| #47    | 2010年2月28日放送  | 南雅彦（（株）ボンズ 代表取締役・プロデューサー） |
| #48    | 2010年3月7日放送   | 彩音 |
| #49    | 2010年3月14日放送  | 鶴岡信哉（（株）メディアファクトリー 映像事業部 第一制作部 宣伝グループ） |
| #50    | 2010年3月21日放送  | 増田裕生 |
| #51    | 2010年3月28日放送  | 高橋英治（一般社団法人日本動画協会 事務局次長） |
| #52    | 2010年4月4日放送   | なし |

## エピソード
- 第16回放送分では「なおりんのコーナー」の時間を使って、戸塚をゲストとして招いて8月発売の自身が声優を務めている「戦場のヴァルキュリア」のDVD・DJCDについて話を伺った。
- 第30回放送分では「なおりんコーナー」を休止し、11月5日に誕生日を迎える、鈴木のバースデー企画を行った。鈴木にようかん・大福・おちょこととっくりセットがプレゼントされ、プレゼントされたおちょこ・とっくりを使い、お酒で乾杯しながら、鈴木の誕生日を祝った。

## 特別番組による休止
- 2010年1月1日 6:30-7:00の第38回リピート放送分は特別番組「超!A&G+生スペシャル・一緒に初日の出が見たいんでスペシャル」のため休止
- 2010年3月25日 16:30-17:00の第50回リピート放送分は特別番組「東京国際アニメフェア2010 TAF☆TAHのLET'S TOUGH 生中継スペシャル」放送のため休止

## 関連商品
- 東京国際アニメフェア2010公式テーマソング『Happy place』 - 「えりゆか」（喜多村英梨＆井口裕香）が歌唱。番組テーマソング「Infestive Mood」も収録